# Магнитная цепь
Магнитная цепь — последовательность взаимосвязанных магнетиков, по которым проходит магнитный поток.
При расчётах магнитных цепей используется почти полная формальная аналогия с электрическими цепями.
В схожем математическом аппарате также присутствует закон Ома, правила Кирхгофа и другие термины и закономерности. Принципиальным различием между магнитной и электрической цепями является то, что в магнитной цепи с неизменным по времени магнитным потоком не выделяется джоулева теплота.
Магнитная цепь и сопутствующий математический аппарат используется для расчётов электромагнитных устройств: трансформаторов, электрических машин, магнитных усилителей и т. п.

## Классификация
В зависимости от источника магнитного потока магнитные цепи подразделяют на поляризованные и нейтральные. В отличие от нейтральных, поляризованные магнитные цепи содержат постоянные магниты.